# پل-ایر
پل-ایر (به انگلیسی: Pel-Air) یک شرکت هواپیمایی با کد یاتا QH است که در تاریخ ۱۹۸۴ میلادی تأسیس شده است.
دفتر مرکزی پل-ایر در نیو ساوت ولز واقع شده‌است و پایگاه اصلی آن نیز در فرودگاه سیدنی قرار دارد. دیگر پایگاه‌های این شرکت هواپیمایی عبارتند از فرودگاه بریزبن، فرودگاه بین‌المللی داروین و پایگاه هوایی هماس البترس.